# John Adlercron
Tenente-general John Adlercron (morto em Julho de 1766) foi Comandante-em-chefe do Exército de Madras, na Índia.

## Carreira Militar
Nascido em uma família Huguenote que se refugiou em Dublin no final do século XVII, Adlercron juntou-se ao Exército Britânico. Em 1754 ele foi para a Índia como Oficial Comandante do 39º Regimento de Infantaria (Dorsetshire) para proteger os interesses da Companhia Britânica das Índias Orientais. No mesmo ano, ele tornou-se Comandante-em-chefe da Índia.
Adlercron morreu de apoplexia em Julho de 1766. Morreu em casa, em Blackrock, Dublin.